# Periplaneta ebneri
Periplaneta ebneri es una especie de cucaracha perteneciente al género Periplaneta, categorizada en la familia Blattidae, orden Blattodea.

Fue descrita por primera vez en 1951 por Karlis Princis. Aparece registrada y publicada en una sección de Neue und wenig bekannte Blattarien aus dem Zoologischen Museum, Kopenhagen. Spolia Mus. Zool. Hauniensis, 12, p. 5–72 de 1951.

## Distribución
La especie se distribuye por Asia, en la India.